# Hanami

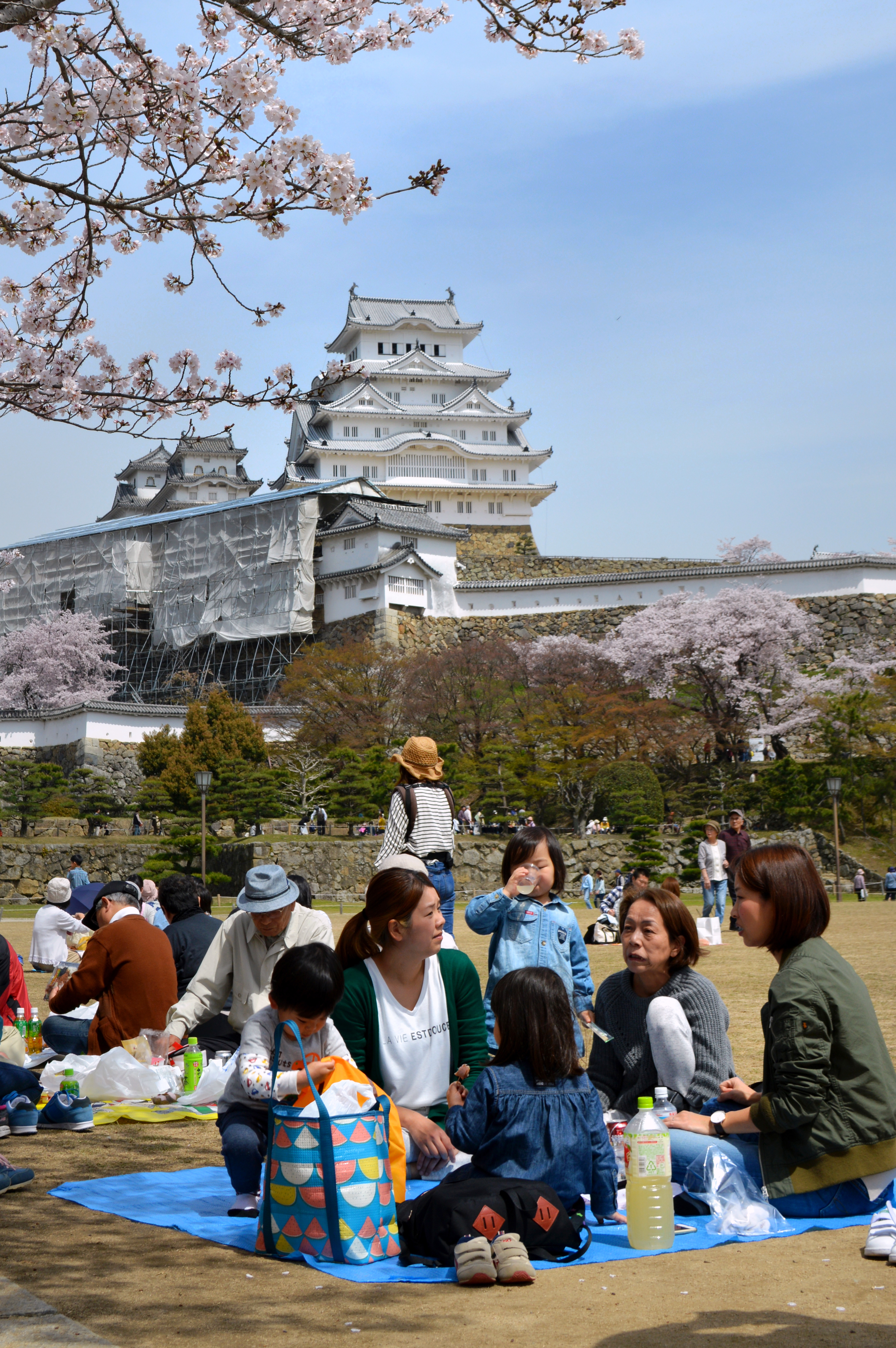
Hanami-picknicks bij het kasteel Himeji

Hanami matsuri (Japans: 花見, "kijken naar bloemen") (soms ook wel Kersenbloesemfeest genoemd) is een Japanse feestdag. De sierkersen komen ergens in het voorjaar in bloei (het moment is afhankelijk van het gebied). Deze bloei is slechts van korte duur en als het zover is worden er picknicks georganiseerd door heel Japan, en 's nachts worden er lantaarns in de bomen gehangen. De korte bloeiperiode van de sierkers symboliseert een nieuw begin en tegelijkertijd ook de vergankelijkheid van het leven. 
De sierkersen die verbonden zijn met de hanami-viering worden in Japan sakura genoemd. Hieronder vallen meer dan 20 soorten en cultivars. De bekendste zijn de cultivar Somei-yoshino van de kruising  Prunus × yedoensis, en de Japanse sierkers (Prunus serrulata).
De traditie stamt mogelijk al uit de Naraperiode (710–794). Tijdens de Heianperiode (794–1185) zou de traditie zich echter pas op Japanse kersenbloesem zijn gaan richten.

## Hanami matsuri in Nederland
In 2000 schonk de Japan Women’s Club (JWC) 400 sierkersen van de kruising Prunus × yedoensis aan Amstelveen. Ze zijn geplant  in het Bloesempark in het Amsterdamse Bos. In dit park komen Nederlanders rond de bloeitijd bij elkaar om ook de hanami matsuri te vieren en op kleedjes te picknicken.

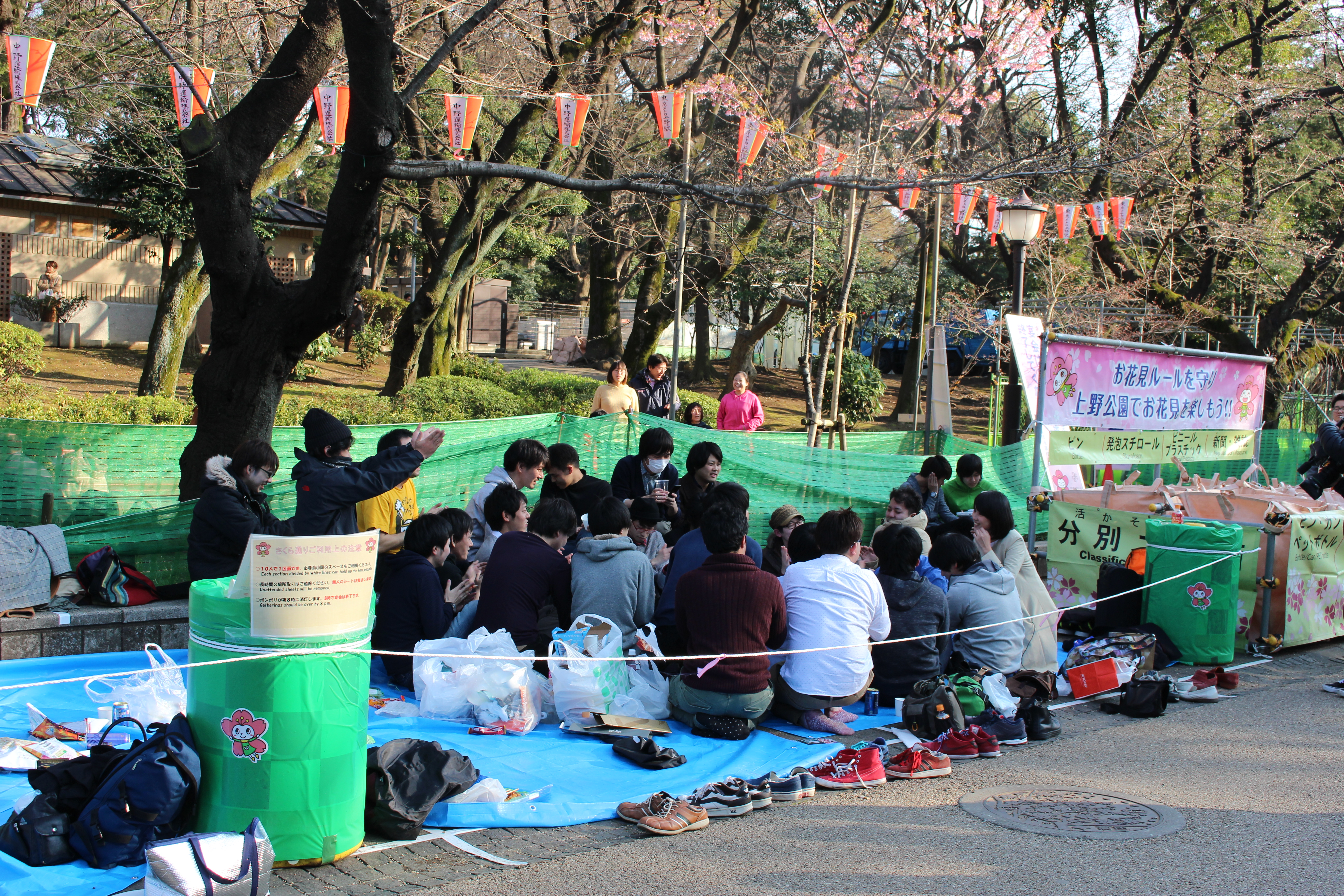
Hanami matsuri picknick in Ueno park, Tokio
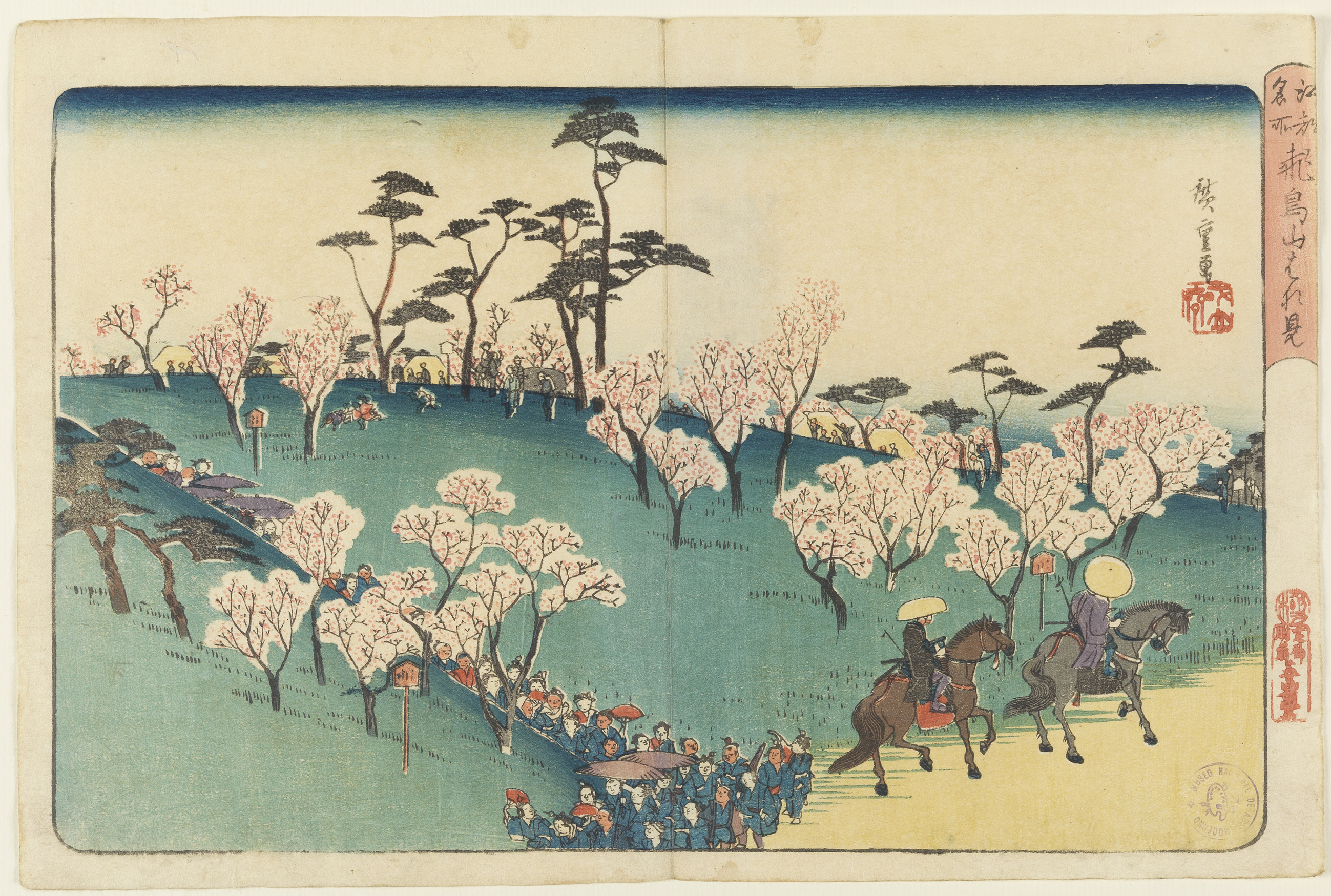
Hanami bij de Asuka heuvel
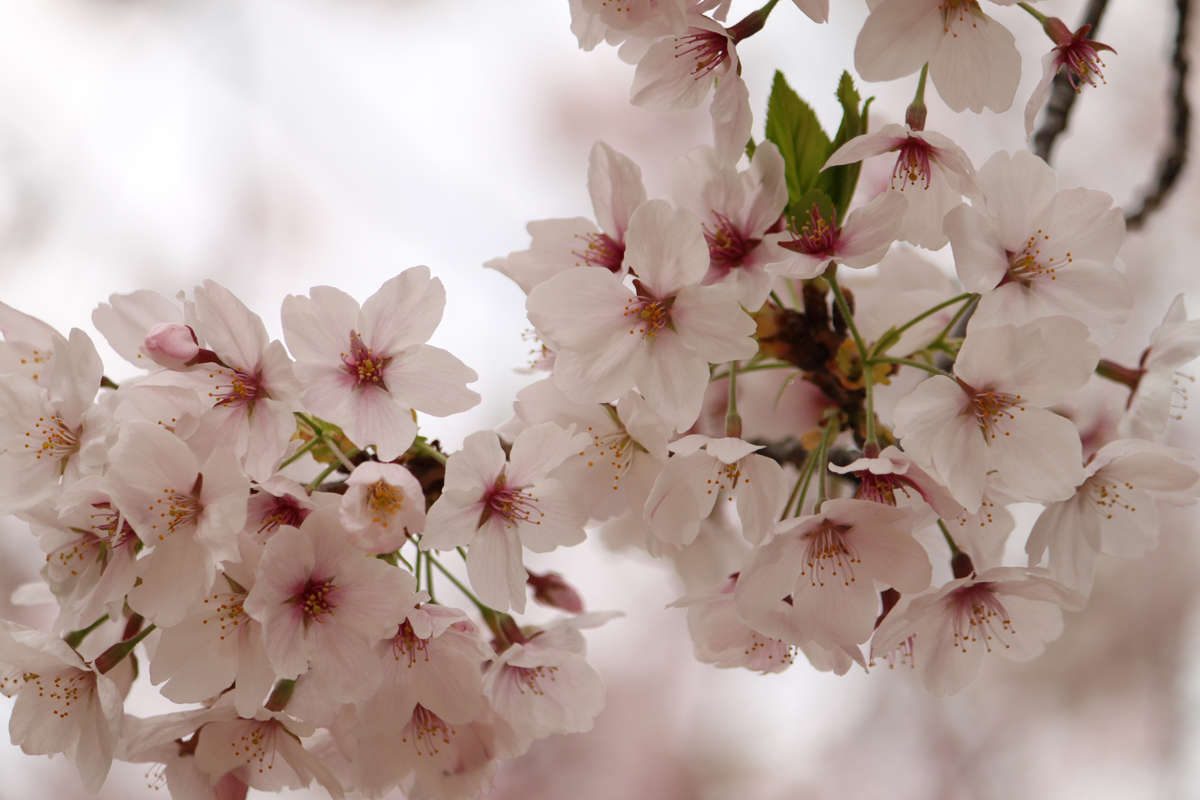
Kersenbloesem
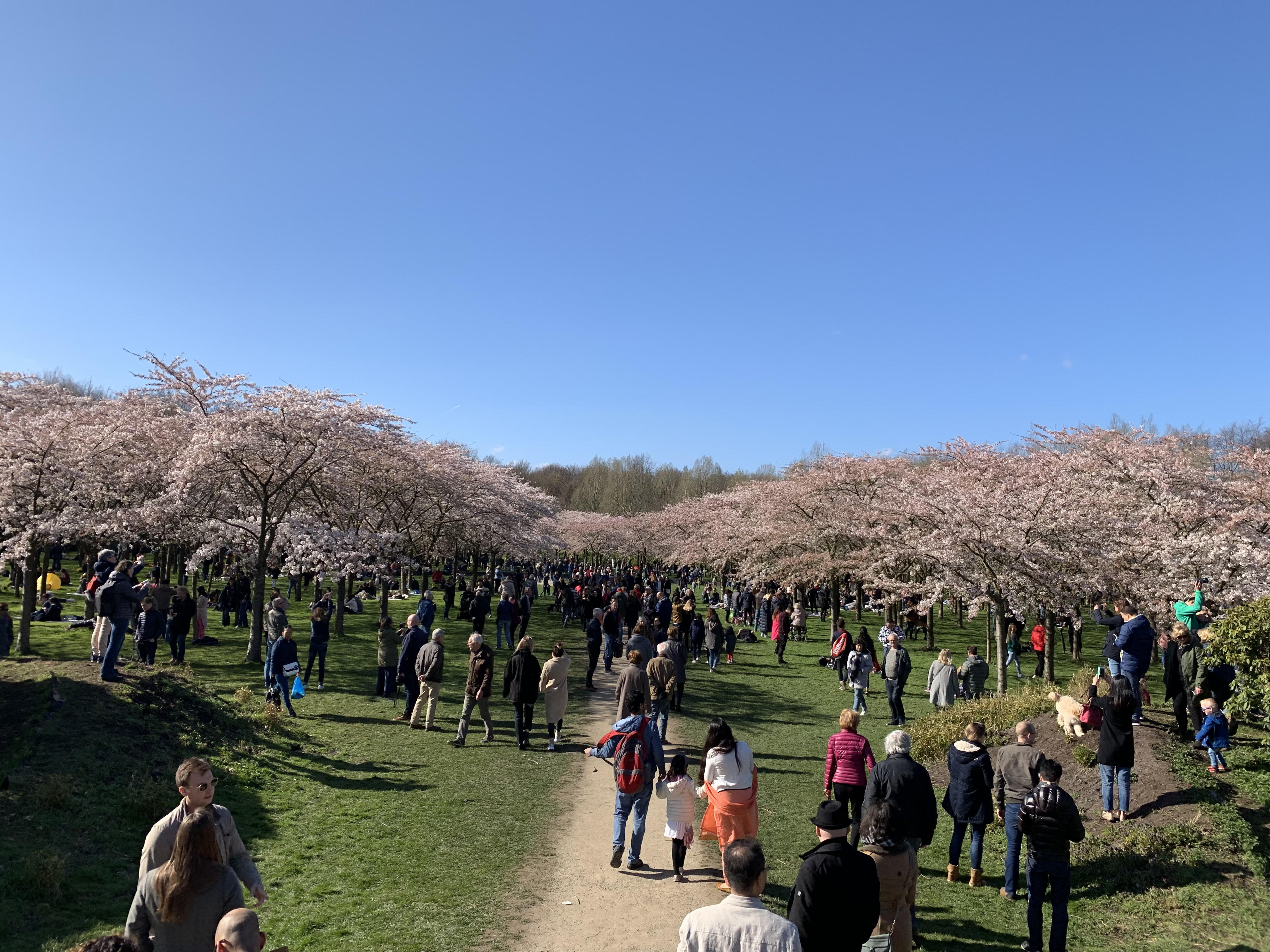
Het Bloesempark in het Amsterdamse Bos
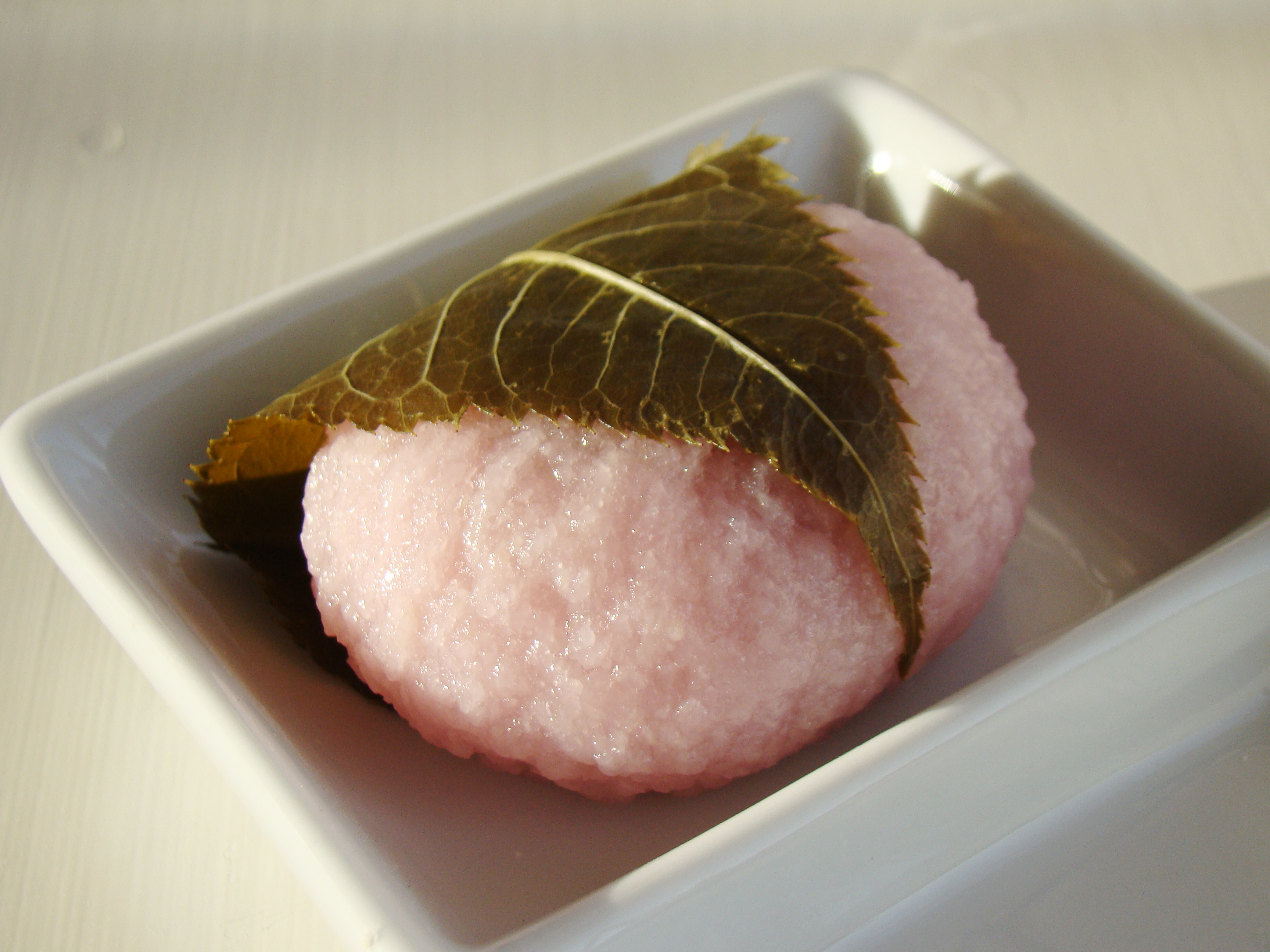
Sakuramochi, variant van de mochi (kleefrijstcakeje), die bekleed wordt met een sakura-blad. Gegeten tijdens de hanami matsuri.